# Cyrnea
Genre
Cyrnea est un genre de Nématodes de la famille des Habronematidae. 

## Liste d'espèces
Selon Catalogue of Life (28 nov. 2012) :
- Cyrnea aptercyis

Selon NCBI (28 nov. 2012) :
- Cyrnea leptoptera
- Cyrnea mansioni
- Cyrnea seurati